# Luís Fernando Cirne Lima
Luiz Fernando Cirne Lima (Porto Alegre, 1 de janeiro de 1933) é um político brasileiro.
Foi ministro da Agricultura no governo Emílio Garrastazu Médici, de 30 de outubro de 1969 a 9 de maio de 1973.
Filho de Maria Velho e do professor Rui Cirne Lima, irmão de Carlos Roberto Velho Cirne Lima, foi presidente da Copesul.